# Dinastia comnena
A dinastia comnena ou dos Comnenos (em grego Κομνηνός, plural Κομνηνοί), desempenhou um papel importante na história do Império Romano do Oriente, e interrompeu o declínio político do império a partir de 1081 até o ano de 1185, tanto assim que os historiadores chamaram esse período de "renascimento do império".

## Origens
Os Comnenos tiveram origem no vilarejo de Komne, perto de Filipópolis (Trácia, hoje Plovdiv, na Bulgária), na metade do século XI, a família e suas propriedades estavam concentrados em Paflagônia, nas proximidades de Kastamon (perto da costa do mar Negro na atual Turquia).

## Fundador da dinastia

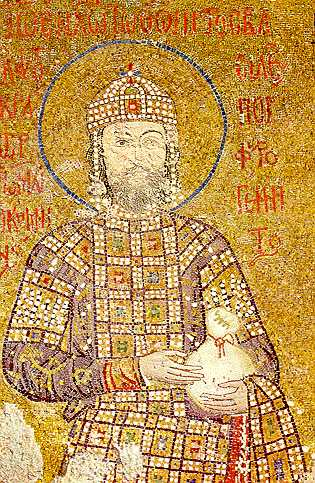
João II num mosaico de Santa Sofia, em Istambul

A dinastia dos imperadores bizantinos Comneno foi fundada por Isaac I Comneno, um alto comandante militar no Oriente sob Miguel VI, o Estratiótico  Em 1057 Isaac liderou um golpe contra Michael e foi proclamado imperador. No entanto, a sua dinastia só se impôs com a ascensão de Aleixo I Comneno, sobrinho de Isaac I, em 1081. Nesta data, os descendentes de todas as dinastias anteriores de Bizâncio tinham desaparecido do reino, como as importantes famílias dos Scleros e Argiro. 
Descendentes daqueles imperadores viviam no exterior, tendo casado com as famílias reais da Geórgia, Rússia, França, Pérsia, Itália, Alemanha, Polônia, Bulgária, Hungria e Sérvia, o que facilitou a família Comneno ascender ao trono.
Os Comnenos estavam relacionadas com a família Ducas, e o clã foi muitas vezes referido como "Komnenodoukai" (ou "Comnenoducae") sendo que ambos os sobrenomes foram usados em conjunto por vários indivíduos. Aleixo I casou com Irene Ducena, a sobrinha-neta de Constantino X Ducas, um general que tinha sucedido a Isaac I no trono.

## Os Comnenos como imperadores

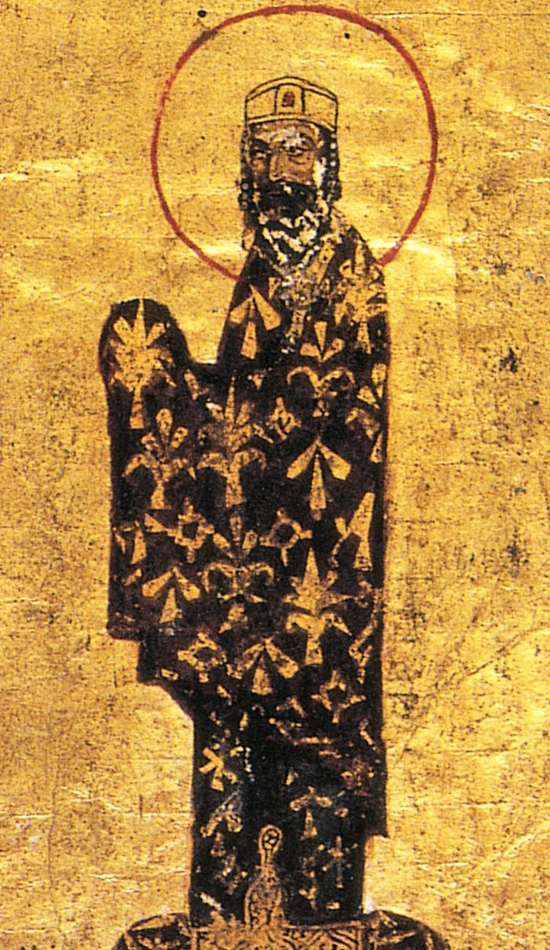
Imperador Bizantino Aleixo I, (a partir de um manuscrito grego da Biblioteca do Vaticano).

Durante o período do reinado de Aleixo I e seus sucessores o império foi bastante próspero e estável. Grande parte da Anatólia foi recuperada dos turcos seljúcidas, que a tinham capturado pouco antes do reinado de Aleixo. Aleixo também viu a Primeira Cruzada cruzar por território bizantino, levando à criação do Estado Cruzado no leste.
Características comuns a quase todos os Comnenos foi a força e a capacidade de comando, principalmente dos dois primeiros: Isaac I Comneno (1005-1061) e seu sobrinho Aleixo I (1048-1118), ambos eram generais do Exército e tomaram o trono em um golpe. Mesmo João II Comneno (1087-1143) tinha o estofo de um general: ele não podia suportar o luxo e viveu mais da metade de sua vida no campo com seus soldados empenhados na reconquista da Ásia Menor. Os súditos de João diziam que sua vida parecia uma campanha militar contínua. Ele educou da mesma maneira seus quatro filhos e incutiu a mesma paixão para a guerra no herdeiro do trono, Manuel I Comneno
O sucessor de Manuel foi seu filho Aleixo II Comneno, um menino de apenas 10 anos, que foi assassinado depois de quatro anos por Andrônico I, que assumiu como o novo imperador. Ele foi o último dos Comnenos a ser imperador do Império Bizantino e foi considerado um dos mais desprezíveis dos imperadores da história. Ele emitiu as ordens para seu exército derrubar Aleixo II e assim proclamar-se imperador, mas ele era odiado por causa das iniquidades abomináveis que ele executou. Deixando o povo à fome, foi linchado pela multidão e sua família foi forçada a fugir para a corte do Reino da Geórgia.
Andrônico I governou por dois anos e foi derrubado pela família Ângelos, sob Isaac II Ângelo. Os Ângelos foram derrubados posteriormente durante a Quarta Cruzada, em 1204, por Aleixo Ducas, um parente da família Ducas, que proclamou-se imperador como Aleixo V Ducas
Em 1204, um descendente de Andrônico, Aleixo, fundou com seu irmão David, o Império de Trebizonda, que durou 257 anos. Os imperadores da Trebizonda foram todos, exceto um, da família Comneno e foram homenageados com o título de Mega Comneno. O último imperador foi David II de Trebizonda, que se rendeu aos turcos otomanos em 1461, oito anos após a queda de Constantinopla. 
Com a rendição do Império de Trebizonda, caiu o último bastião da cultura bizantina.

## Dinastia comnena de Bizâncio

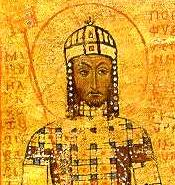
Manuel I Comneno, em afresco bizantino

- Isaac I Comneno, ( 1007 - 1060 , governou de 1057 - 1059 º )
- Aleixo I Comneno, ( 1057 - 1118 no dia , governou de 1081 - 1118 )
- João II Comneno, ( 1087 º - 1143 , governou de 1118 - 1143 a )
- Manuel I Comneno, ( 1118 - em 1180 , governou de 1143 - 1180 º )
- Aleixo II Comneno, ( 1169 - 1 183 , governou de 1180 - 1183 )
- Andrônico I Comneno, ( 1118 - 1185 , governou de 1183 - 1185 )